# Паралело 32, Колонија Теренос Индиос (Мексикали)
Паралело 32, Колонија Теренос Индиос (шп. Paralelo 32, Colonia Terrenos Indios) насеље је у Мексику у савезној држави Доња Калифорнија у општини Мексикали. Насеље се налази на надморској висини од 11 м.

## Становништво
Према подацима из 2010. године у насељу су живела 4 становника.

### Хронологија
| Година       | 2000        | 2005       | 2010 |
| ------------ | ----------- | ---------- | ---- |
| Становништво | 24 (9 / 15) | 11 (3 / 8) | 4    |

### Попис
| # | Индикатор                     | Вредност |
| - | ----------------------------- | -------- |
| 1 | Укупно домаћинстава           | 33       |
| 2 | Укупно насељених домаћинстава | 1        |
| 3 | Величина локације             | 1        |